# Ilypnus luculentus
Ilypnus luculentus är en fiskart som först beskrevs av Isaac Ginsburg, 1938.  Ilypnus luculentus ingår i släktet Ilypnus och familjen smörbultsfiskar. IUCN kategoriserar arten globalt som otillräckligt studerad. Inga underarter finns listade i Catalogue of Life.